# Katatonia okresowa
Katatonia okresowa, zespół Gjessinga (ang. Gjessing syndrome, periodic catatonia) – grupa schorzeń o obrazie klinicznym podobnym do schizofrenii katatonicznej, w których epizodom katatonii towarzyszą zaburzenia gospodarki azotowej. Skutecznie leczone tyroksyną. Wyodrębniona przez norweskiego psychiatrę Rolva Gjessinga. Określenie zespołu Gjessinga wprowadzili do psychiatrii William Sargant i Eliot Slater w 1946.
Donoszono o związku katatonii okresowej z locus 15q15.